# Nelson Briles
Nelson Kelley Briles (né le 5 août 1943 à Dorris, en Californie et mort le 13 février 2005 à Orlando, en Floride) était un joueur de baseball américain.

## Carrière
Nelson Briles a connu une riche carrière de 14 années en tant que lanceur (pitcher) pour les Cardinals de Saint-Louis (1965-1970), les Pirates de Pittsburgh (1971-1973), les Royals de Kansas City (1974-1975), les Rangers de Texas (1976-1977) et les Orioles de Baltimore (1977-1978). Après deux saisons chez les Cardinals comme releveur, il figure ensuite dans l'équipe type (starter). Il gagne deux Séries mondiales, en 1967 et 1971, et perd l'édition 1968.